# فريدريك السادس ملك الدنمارك

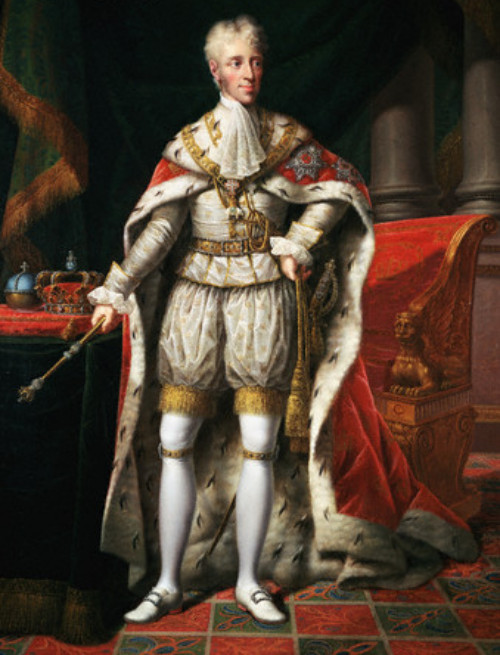
الملك فريدريك السادس.

الملك فريدريك السادس (بالدنماركية: Frederick VI أو Frederik den Sjette ؛ 1768 - 1839) هو ملك الدنمارك بين عاميّ 1808 و1839، وملك النرويج بين عاميّ 1808 و1814. كان منذ عام 1784 حتى توليه الحكم، يشغل منصب حاكم أثناء المرض العقلي لوالده كريستيان السابع، حيث كان يُشار إليه باسم "ولي العهد الأمير ريجنت"، تسبب والدته كارولين ماتيلدا في دخول في علاقة مع الطبيب الوصي يوهان فريدريش ستروينسي مما أدى لاحقا إلى اعدمه ونفى والدته خارج الدنمارك نحو أملاك أخيها في ألمانيا (مملكة هانوفر) وتوفى هناك ولم ترى أبنائه أبداً·